# Opatská zahrada (Strahovský klášter)
Opatská zahrada je jedna ze zahrad Strahovského kláštera.

## Základní informace
Zahrada se nachází v městské části Praha 6, kat. území Hradčany, na adrese Strahovské nádvoří 1, čp. 132. Zahrada na výměru 0,2 hektaru, nachází v  nadmořské výšce 285 m n. m.. Zahrada společně se Strahovským premonstrátským klášterem je od roku 1989 chráněna jako národní kulturní památka České republiky.

## Historie

### Opat Kašpar z Questenberka
O tom, že strahovský opat Kašpar z Questenberka, působící od roku 1612 udělal mnohé stavební počiny, se všeobecně ví. Pokud se zahrad a vinic týče, pak proslul zejména založením Opatské zahrady v roce 1613 a jejími úpravami. Podílel se na nich také podpřevor Amand Fabius, který měl nemalé zásluhy právě na venkovních úpravách, především výsadbách dřevin, mezi nimi ořešáků (Juglans sp.) a dokonce teplomilných kaštanovníků jedlých (Castanea sativa). Architektonický návrh na Opatskou zahradu vypracoval Giovanni Battista Bossi.

#### Zajímavost
Turecká líska na Strahově byla podle pověsti vysazena kolem roku 1613 při založení Opatské zahrady.

### Opat Kryšpín Fuk z Hradiště
Pod zahradami byly objeveny vydatné prameny, které byly využívány pro hospodářské stavení. V r. 1632 svedl Kryšpín Fuk štolou do rybníka na Pohořelci jeden z hlavních pramenů. Kryšpín Fuk se v r. 1640 stal opatem. S postupem let přibývaly další štoly k posílení vodovodu. V souvislosti se stavbou opevnění, která ovlivnila zdejší vodní režim, dochází v roce 1676 ke vzniku Šancovní štoly, vedoucí od původní Lohelovské prelatury, přes Konventní zahradu pod Letní refektář a pod klášterem dále až pod východní okraj budov do Opatské zahrady, kde klesá ve svahu k současné 'vyhlídkové cestě'. V r. 1693 byla následně postavena nová Velká odpadní štola od secesu v opatství do dolní části Opatské zahrady, kde se napojila právě na stávající Šancovní štolu. Všechny tyto poznatky byly získány při průzkumu v r. 1980, kdy byly prováděny sondážní práce v Opatské zahradě.

## Současnost
Opatská zahrada je dnes využívána komerčně, a to pro účel letní restaurace s překrásnou vyhlídkou na Prahu. Zahrada přiléhá přímo ke zdi konventu. V zahradě se nachází jedna z kašen Břevnovského kláštera a souvisí podle všech poznatků s výstavbou nového opatství v roce 1625. Zdrojem vody pro fontánu byl pramen, který byl objeven při zemních pracích. Kašnu tvoří sokl na kterém stojí tři putti., nesoucí profilovanou mísu. V 80. letech byla Opatská zahrada pro havarijní stav uzavřena.Až roku 1991 započala její obnova dle plánů architekta Karla Kuči. Zahrada, k níž patří i volně přístupná malá vinice, byla obnovena do roku 1994.